# Alchiba
Alchiba eller Alfa Corvi (α  Corvi, förkortat Alfa Crv, α Crv) som är stjärnans Bayerbeteckning, är en ensam stjärna belägen i den sydvästra delen av stjärnbilden Korpen. Den har en skenbar magnitud på 4,03 och är synlig för blotta ögat där ljusföroreningar ej förekommer. Baserat på parallaxmätning inom Hipparcosuppdraget på ca 67,0 mas, beräknas den befinna sig på ett avstånd på ca 49 ljusår (ca 12 parsek) från solen.

## Nomenklatur
Alfa Corvi har de traditionella namnen Al Chiba (arabiska ألخبا al-xibā, "tält") och Al Minliar al Ghurab (arabiska al-manxar al-ghurab) eller Minkar al Ghurab. Det senare fanns i stjärnkatalogen i kalendern Al Achsasi al Mouakket, och översattes till latin som Rostrum Corvi (kråka). År 2016 organiserade Internationella astronomiska unionen en arbetsgrupp för stjärnnamn (WGSN) med uppgift att katalogisera och standardisera riktiga namn för stjärnor. WGSN fastställde namnet Alchiba för denna stjärna den 12 september 2016, vilket nu ingår i IAU:s Catalog of Star Names.

## Egenskaper
Primärstjärnan Alfa Corvi är en gul till vit stjärna i huvudserien av spektralklass F1 V. Den har en massa som är ca 40 procent större än solens massa, en radie som är ca 1,5 gånger större än solens och utsänder från dess fotosfär ca 4,9 gånger mera energi än solen vid en effektiv temperatur på ca 7 000 K.
Alfa Corvi uppvisar periodiska förändringar i sitt spektrum över en tredygnsperiod, vilket tyder på att det antingen är en spektroskopisk dubbelstjärna eller (mer sannolikt) en pulserande Gamma Doradus-variabel.